# Johnstonatollen

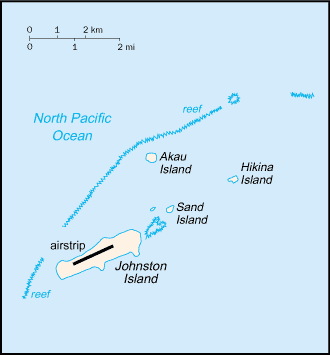
Karta över Johnstonatollen.

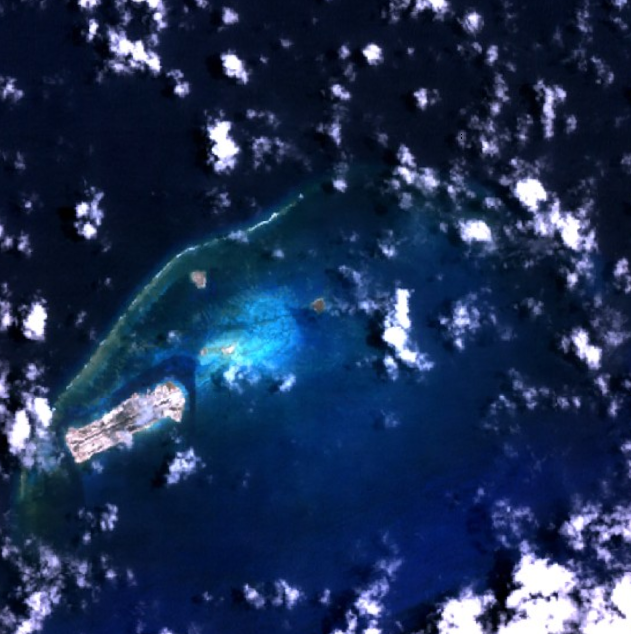
Bild över Johnstonatollen.

Johnstonatollen (engelska: Johnston Atoll) är ett område inom Förenta staternas mindre öar i Oceanien och Västindien och har tillhört USA sedan 19 mars 1858 utan att vara en införlivad del av hemlandet. Ön ligger ungefär 1 400 kilometer väst om Hawaii.

## Geografi
Öarna är en grupp korallöar i norra Stilla havet och har en area 2,8 km² (motsvarar ungefär halva ön Ven) och den högsta höjden ligger på endast 7 m.ö.h.. Öarna täcks till största delen av sand och låg vegetation och saknar helt sötvattenkällor. De är fördelade på 4 områden med Johnston Island som huvudö. De är obebodda och förvaltas direkt från USA genom U.S. Fish and Wildlife Service inom U.S. Department of the Interior och området är numera ett naturskyddsområde.

## Historia
Öarna upptäcktes 2 september 1796 av kapten Joseph Pierpont från USA, men föll i glömska och återupptäcktes 10 december 1807 av kapten William Smith från Storbritannien. Efter Japans anfall mot Hawaii 1941 byggdes en flygbas på Johnstonatollen. Efter kriget förekom kärnvapenprov på atollen. År 2005 lades de militära verksamheterna ned och ön övergavs.